# Il disonesto
Il disonesto (The Private Affairs of Bel Ami) è un film del 1947 diretto da Albert Lewin e basato sul romanzo Bel Ami di Guy de Maupassant.

## Trama
Nella sua scalata sociale, il giovane seduttore Georges Duroy non esita a servirsi del proprio fascino per arrivare ai vertici della società parigina. Prima seduce Clotilde de Marelle, che gli resterà sempre fedele. Successivamente entra nell'alta società e assume un titolo nobiliare sposando Madeleine Forestier, vedova del suo editore ed ex compagno d'armi Charles Forestier. Pur essendo sposato, fa innamorare la non più giovane signora Walter e la figlia Suzanne.
Un tragico destino lo attende.

## Produzione
Il film fu prodotto dalla David L. Loew-Albert Lewin: fu l'ultimo dei tre film prodotti dalla piccola compagnia che univa Loew a Lewin.

## Distribuzione
Distribuito dall'United Artists, uscì nelle sale cinematografiche USA il 25 aprile 1947 con il titolo originale The Private Affairs of Bel Ami.

## Remake
Dal romanzo di Maupassant sono state tratte numerose versioni cinematografiche e televisive. L'ultima, dal titolo Bel Ami - Storia di un seduttore è uscito nelle sale nel 2012 e vede protagonisti Robert Pattinson nel ruolo dell'affascinante seduttore Duroy e Uma Thurman nel ruolo di Madeleine Forestier.